# Cotis I
Cotis I (Cotys, Κότυς), fou rei dels odrisis de Tràcia del 382 aC al 358 aC (segons Suides que li assigna un regnat de 24 anys, altres fonts el situen entre 384 aC i 359 aC).
Només és esmentat al final d'aquest període, vers el 364 aC quan apareix com enemic dels atenencs per la possessió del Quersonès traci i en aquest temps va donar suport a l'aventurer Caridem quan aquest va abandonar el servei a Atenes. També va donar assistència a Ifícrates a qui va donar una de les seves filles en matrimoni i junt amb el que va lluitar contra el seu país.
El 362 aC el poderós cap traci Miltòcites es va revoltar i es va aliar amb Atenes a la que va prometre l'entrega del Quersonès traci; llavors Cotis va escriure una carta als atenencs millorant les promeses de Miltòcites i en conseqüència els atenencs van aprovar un decret a favor del rei; probablement en el mateix decret es conferia a Cotis la ciutadania atenenca; llavors Miltòcites va abandonar la lluita, però Cotis no va complir les seves promeses.
El mateix 362 aC es va enfrontar a Ariobarzanes de Dascilios i altres sàtrapes revoltats a l'Àsia Menor occidental, que tenien el suport dels atenencs i que protegien les ciutats gregues de l'Hel·lespont sobre les que Cotis volia establir el seu domini. Cotis va assetjar Sestos (Sestus) que depenia de Ariobarzanes però Timoteu el va obligar a aixecar el setge; una mica després la ciutat es va revoltar contra els atenencs i es va sotmetre a Cotis, i aquest, després d'intentar obtenir els serveis d'Ifícrates sense èxit, va concertar els serveis de Caridem al que va fer el seu gendre, i va seguir la guerra amb el seu ajut (vers 359 aC); aquell mateix any va donar suport al pretendent Pausànies al tron macedoni, contra Filip II de Macedònia, que havia estat proclamat rei una mica abans, però Filip II va aconseguir que el rei traci abandonés al seu aliat. Va morir vers el 358 aC assassinat per Pitó (Phyton o Parrhon) i per Heràclides, dos ciutadans d'Enos, una ciutat grega a Tràcia, el pare del qual havia estat atacat en alguna manera pel rei; els assassins van rebre d'Atenes la ciutadania atenenca i corones d'or.
Per les referències biogràfiques que existeixen de Cotis sembla que era addicte a la luxúria i al beure; era violent i cruel. Probablement va assassinar la seva esposa de la que estava gelós; es diu que estant begut va celebrar una festa nupcial amb la deessa Atenea i va matar a dos servidors successivament que no van tenir tacte en aturar els seus excessos.